# BookFest

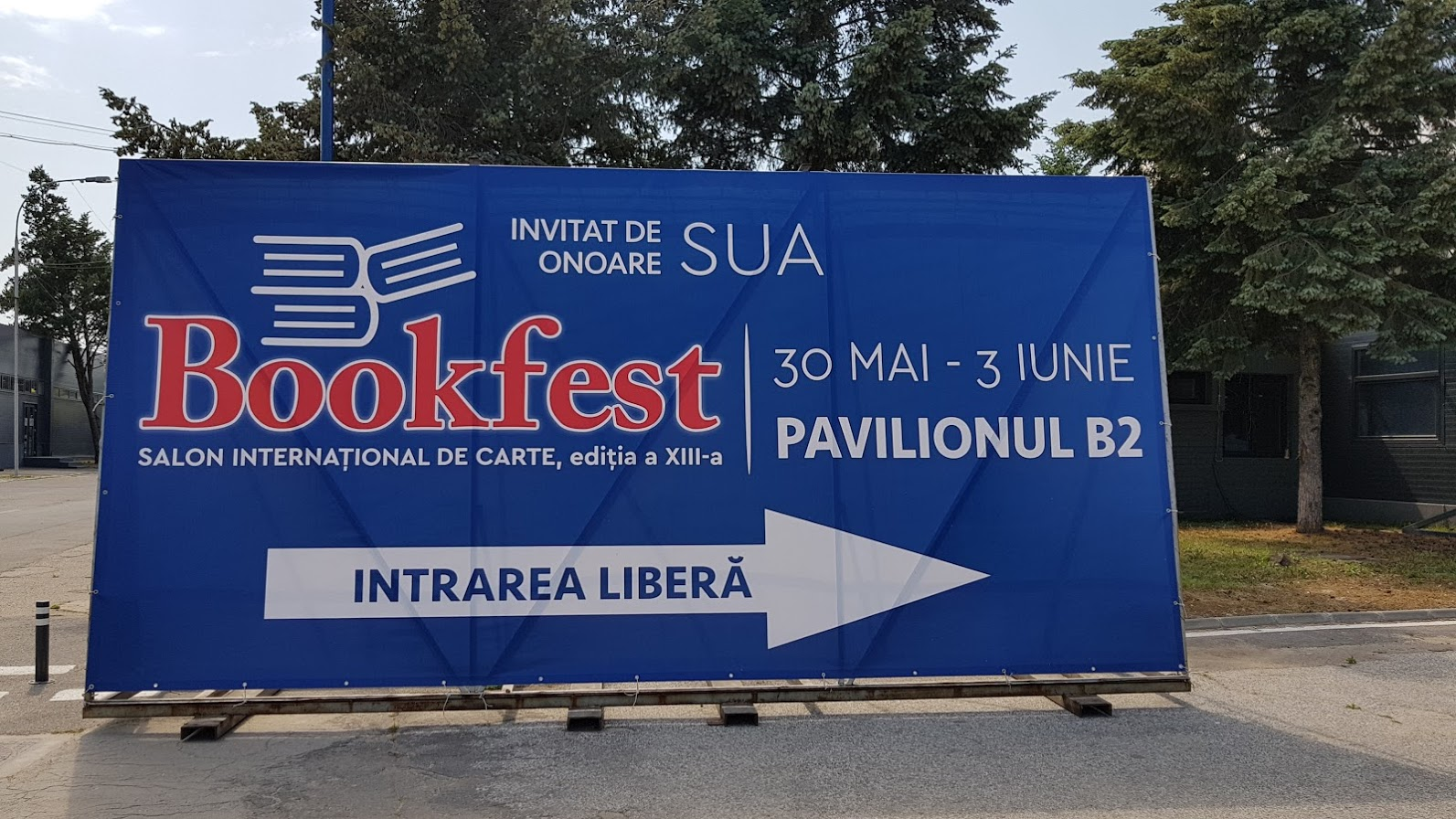
București Bookfest 2018

Bookfest este cel mai important salon de carte organizat în România. Prima ediție a acestui eveniment a fost inaugurată la București și a reunit deopotrivă autori și cititori de carte. Salonul s-a desfășurat la salonul expozițional Romexpo, halele 13-15, în perioada 13-18 iunie 2006. 

## Organizatori
Salonul de carte Bookfest este singura inițiativă de acest gen a editorilor din România, reuniți în Asociația Editorilor din România (AER). AER este cea mai importantă asociație patronală din lumea editorială, fondată în 1991 cu scopul de a veni în sprijinul editorilor din țară în ceea ce privește problemele lor profesionale. AER a fost organizator ale standurilor naționale ale României la Târgul de Carte de la Frankfurt (2000-2002, 2005) și Salonul de carte de la Paris (2005).

## Invitați
Invitați de marcă, personalități din viața culturală, politică și artistică autohtonă, au fost prezenți încă de la prima ediție a acestui salon (2006). Președintele României, Traian Băsescu, a participat la lansarea volumului lui Traian Ungureanu “Tehnica neputinței la români” alături de Gabriel Liiceanu și Emil Hurezeanu, Nicolae Manolescu și Ana Blandiana au participat la lansarea volumului “O Biografie” de Andrei Șerban, Maia Morgenstern a participat la lansarea cărții unui mare actor american, Mel Gibson. Printre participanții la acest târg de carte s-au mai numărat: Adrian Cioroianu, Cătălin Ștefănescu, Robert Turcescu, Cristian Tudor Popescu, Principele Radu de Hohenzollern.
La BookFest 2010, fostul președinte al României, Ion Iliescu, a lansat volumul "După 20 de ani. 1989", iar președintele Klaus Iohannis și-a lansat volumul "Primul pas" la BookFest 2015.
Proiectul "Invitatul de onoare", după modelul marilor evenimente editoriale similare de la nivel internațional, a fost inițiat în 2010, prin invitarea Spaniei. Au urmat: Ungaria (2011), Franța (2012),  Germania, Austria și Elveția sub genericul „Trei țări, aceeași limbă” (2013), Polonia (2014), Republica Cehă (2015), Israel (2016), Suedia (2017), Statele Unite (2018).

## Participanți
La Bookfest pot participa toate editurile române sau străine, editorii de ziare și reviste care au secțiuni literare cu apariție constantă. Pe lângă aceștia, mai au drept de participare distribuitorii de carte, bibliotecile, librăriile și agenții literari. Marile edituri din România cum sunt Polirom, Humanitas, Curtea Veche, Rao, Nemira, Litera participă la fiecare ediție Bookfest, oferind vizitatorilor prilejul de a vedea noile colecții și apariții editoriale și de a întâlni pe autorii preferați.
În 2012 au avut loc primele două ediții locale Bookfest în țară, la Timișoara și Cluj. 

## Galerie

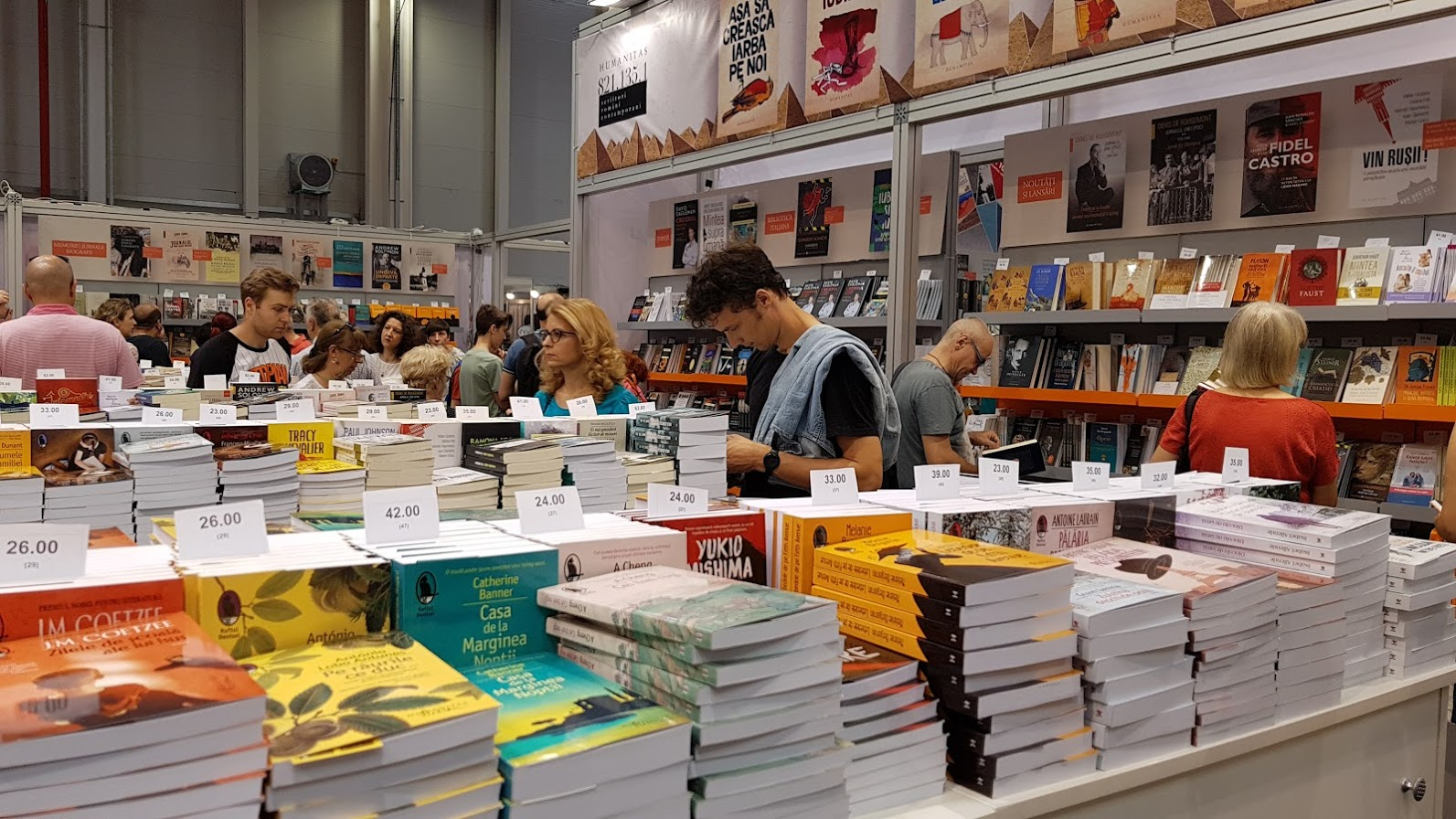
Stand Humanitas
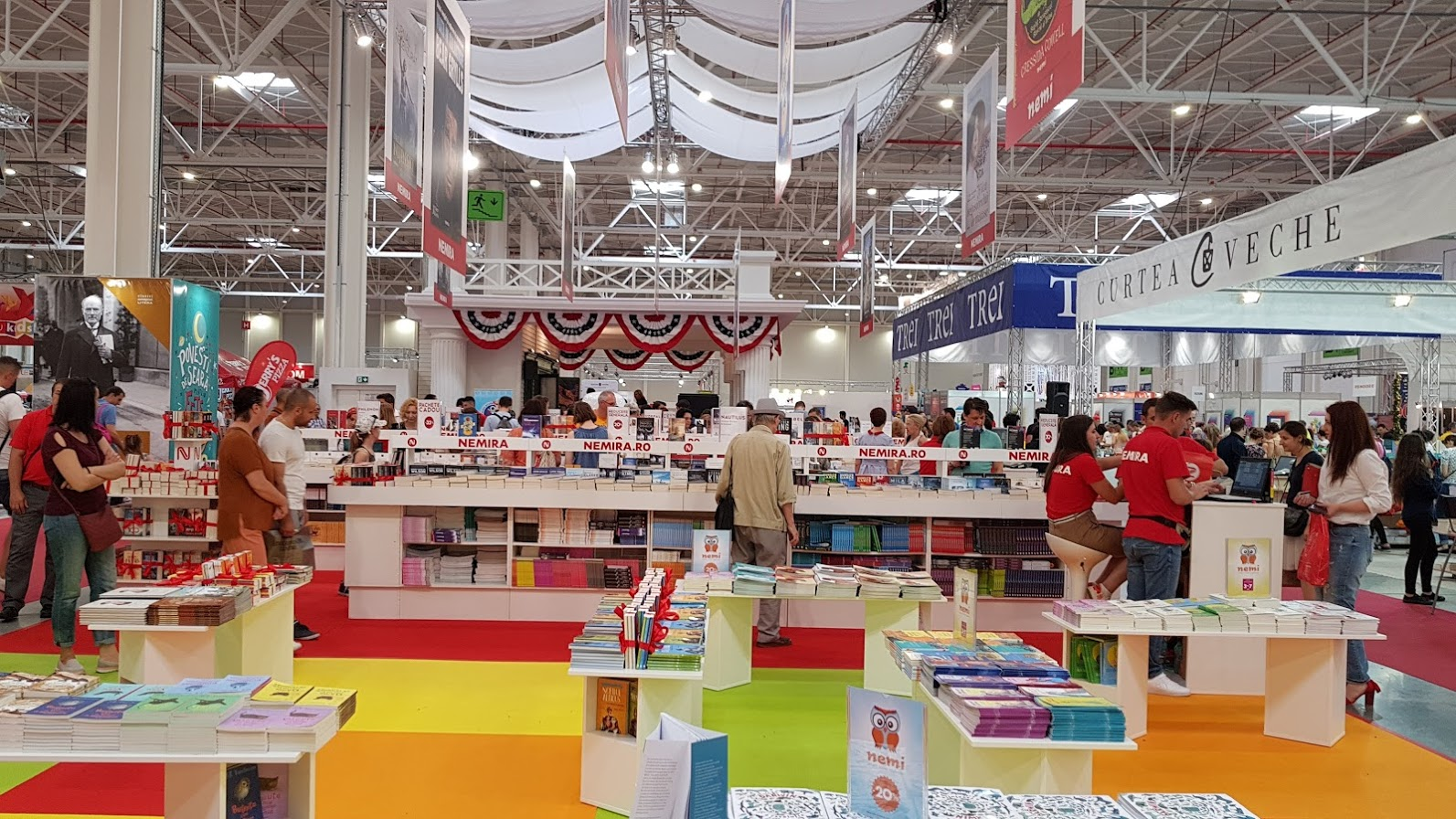
Stand țară invitată (SUA)
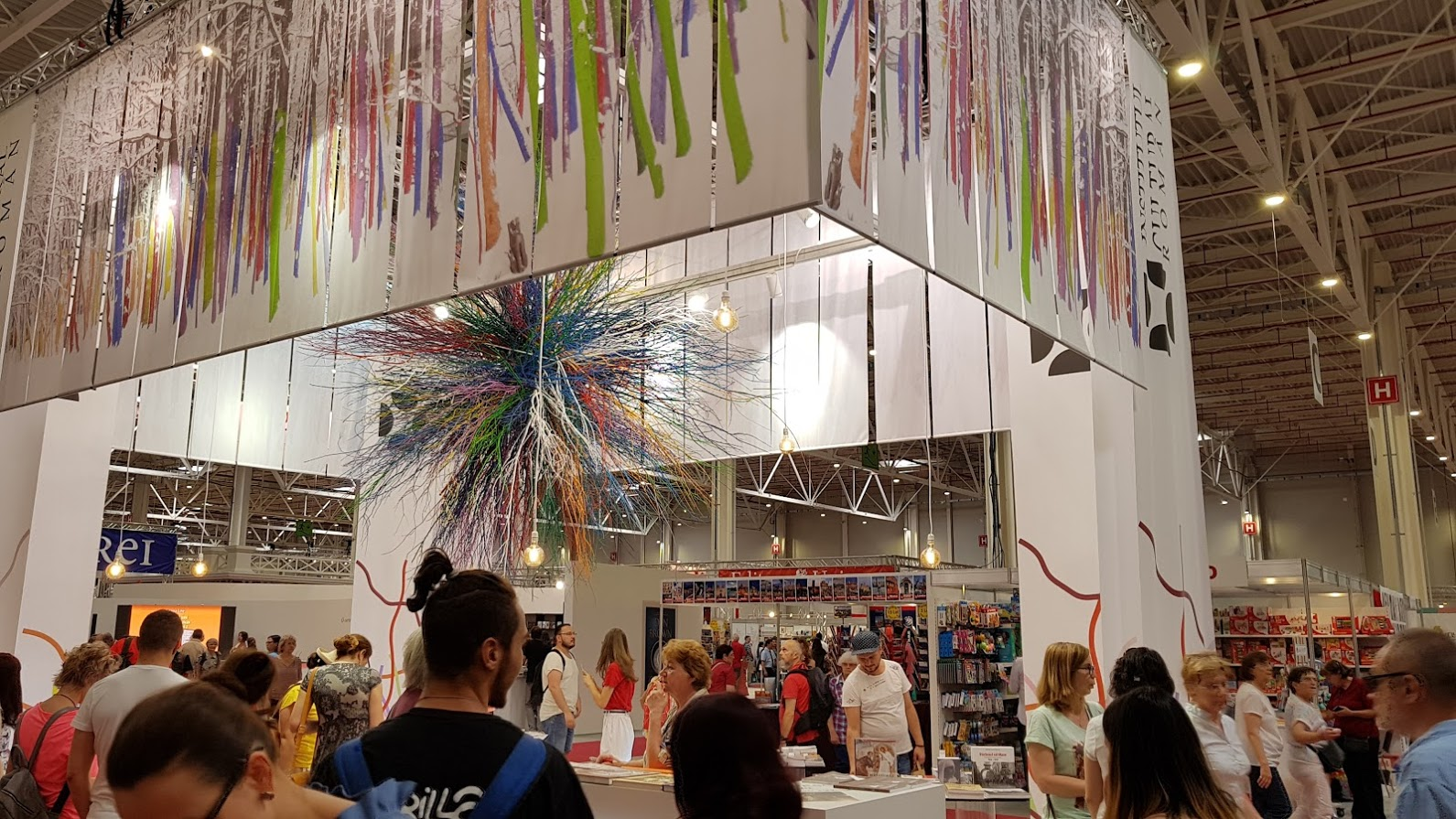
Stand Institutul cultural Român
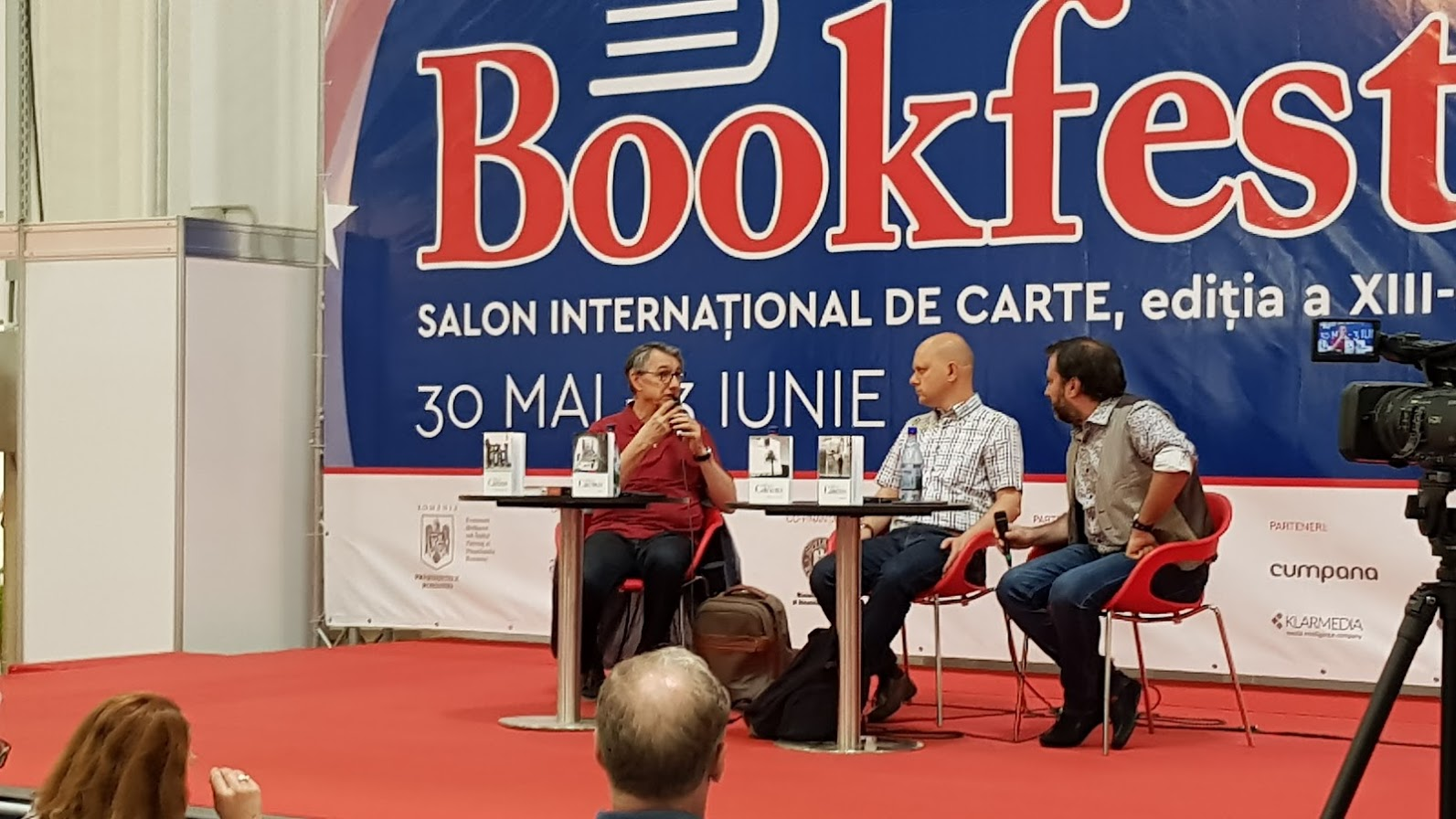
Lansare de carte
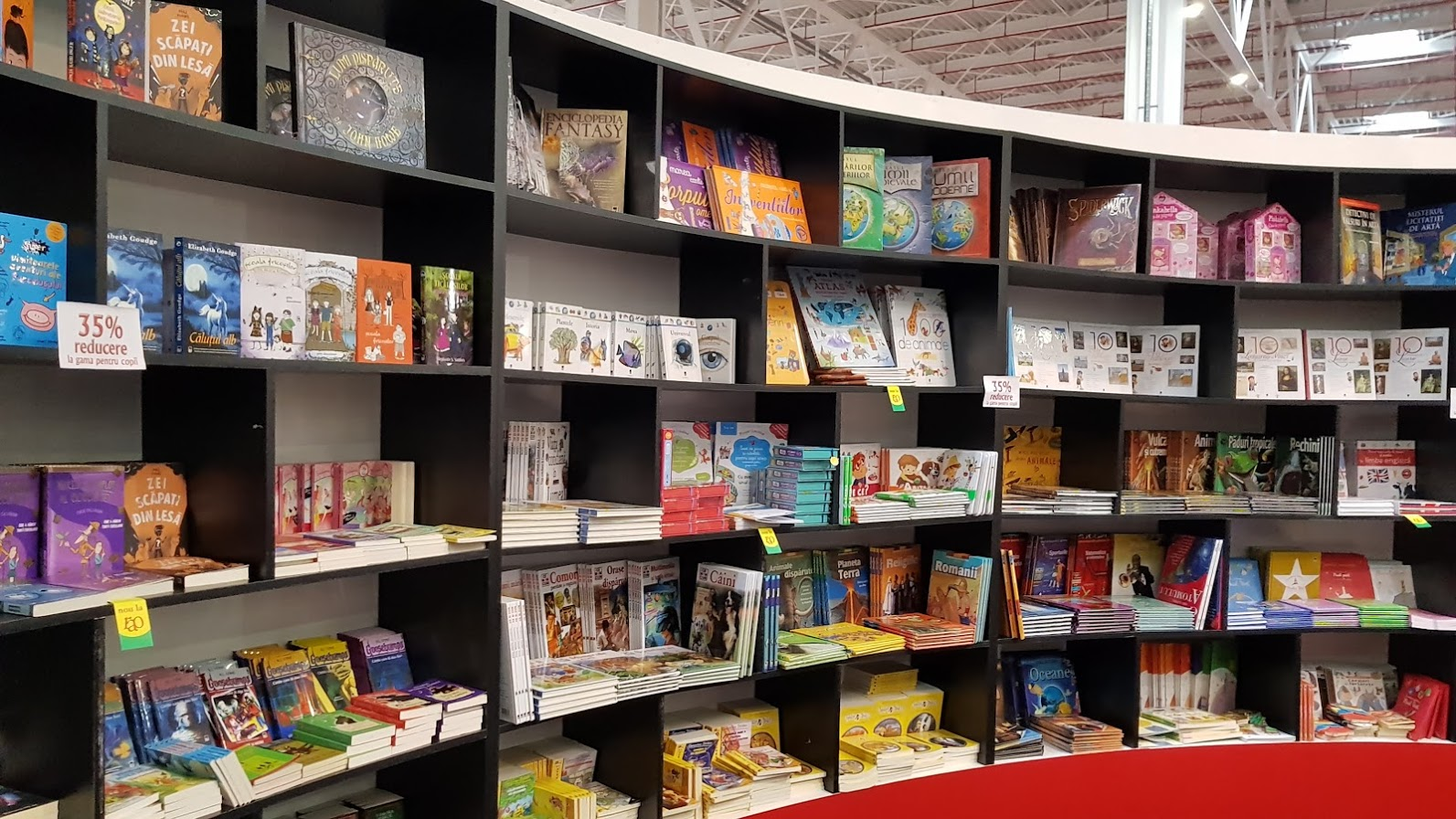
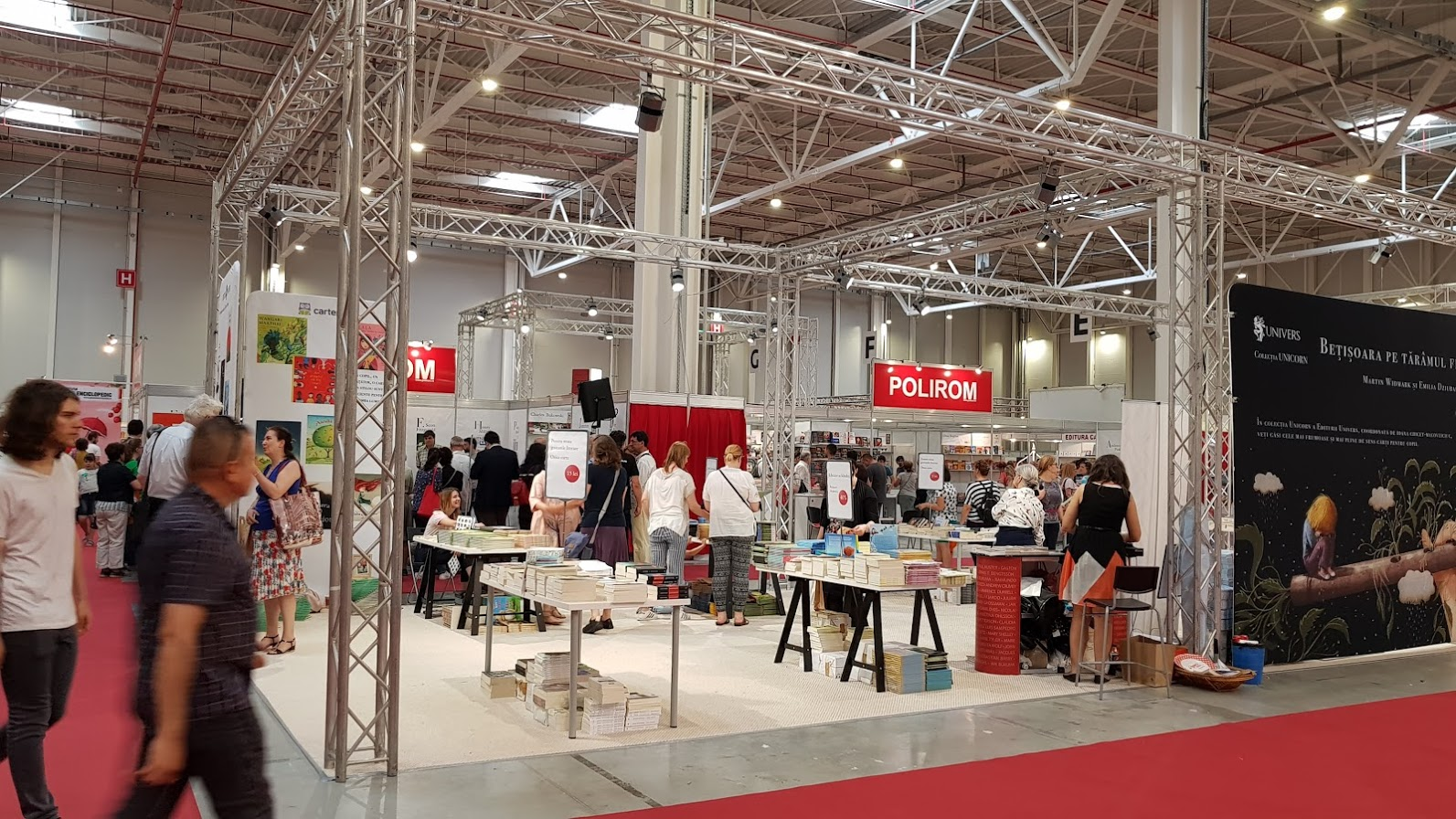
Stand Polirom
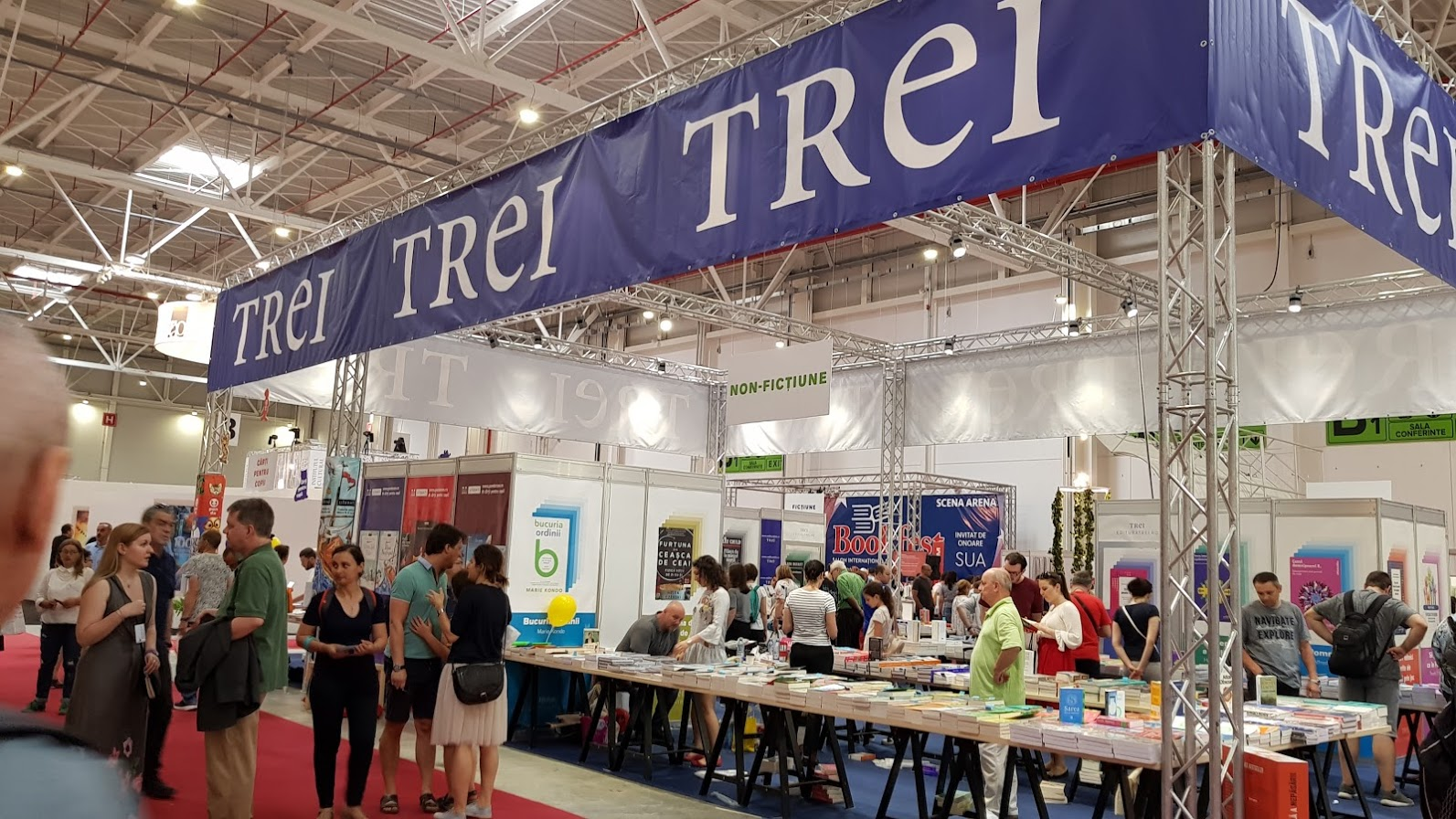
Stand Editura Trei
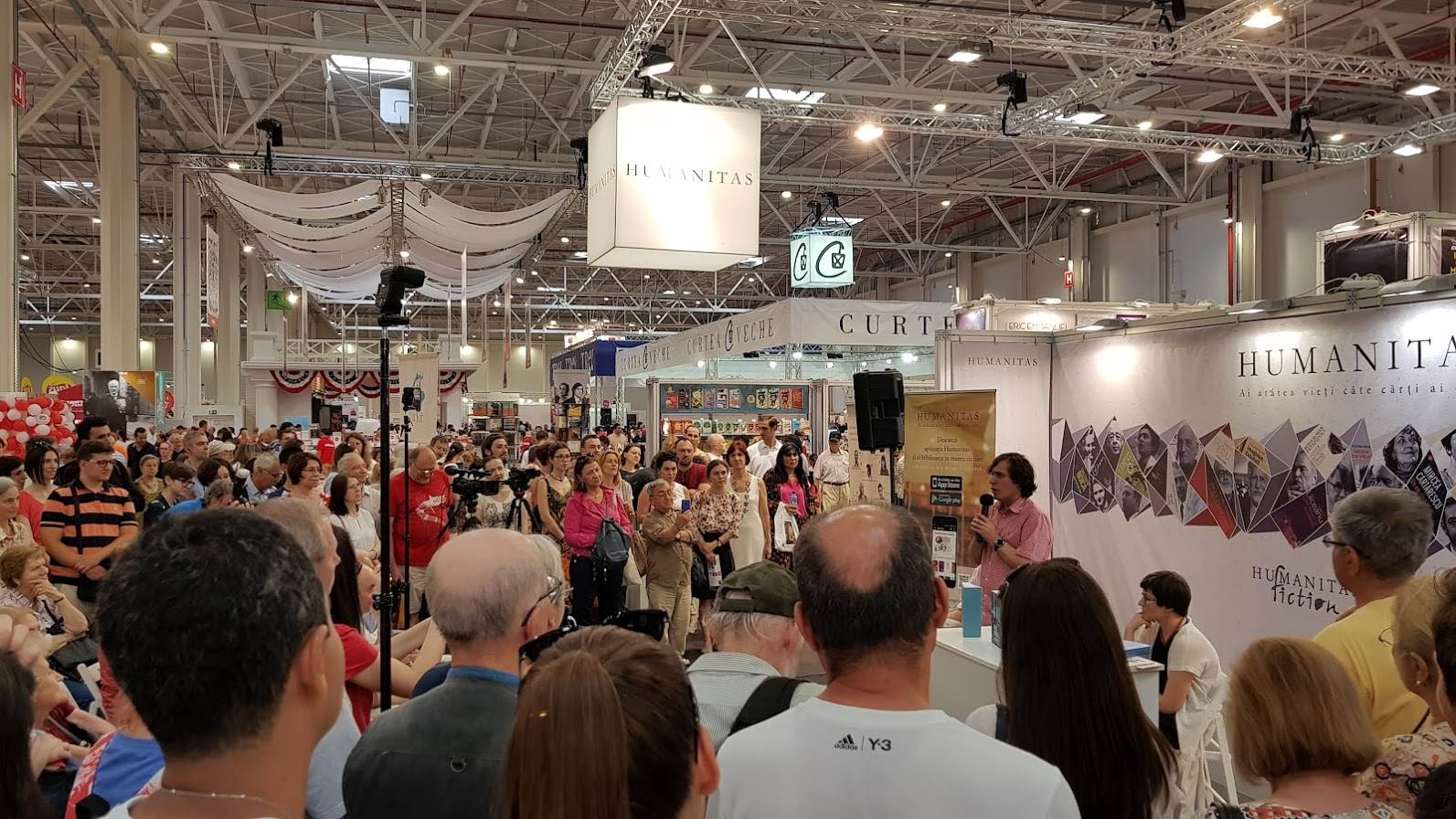
Cărtărescu, lansare de carte la standul Humanitas